# Bracon heterodoxus
Bracon heterodoxus är en stekelart som beskrevs av Cameron 1886. Bracon heterodoxus ingår i släktet Bracon och familjen bracksteklar. Inga underarter finns listade.